# César Augusto Ramírez
César Augusto Ramírez Caje (ur. 24 marca 1977 w Curuguaty) – piłkarz paragwajski grający na pozycji napastnika.

## Kariera klubowa
Karierę piłkarską Ramírez rozpoczął w małym argentyńskim klubie o nazwie Sportivo Dock Sud. W 1995 roku wrócił do Paragwaju, do stolicy Asunción i został piłkarzem tamtejszego klubu Cerro Corá Asunción. Wtedy też zadebiutował w jego barwach w paragwajskiej Primera Division i grał tam do końca 1996 roku.
W 1996 roku po dwóch sezonach spędzonych w Cerro Corá, César wyjechał do Portugalii i został piłkarzem tamtejszego Sporting CP z miasta Lizbona. W rozgrywkach portugalskiej ligi występował przez trzy sezony, ale na ogół był rezerwowym. W 1997 roku został wicemistrzem kraju, a ze Sportingiem występował w Pucharze UEFA i fazie grupowej Ligi Mistrzów. Ogółem rozegrał dla tego klubu 29 spotkań i zdobył 2 bramki.
W 1999 roku Ramírez trafił do Argentyny. Został zawodnikiem Vélez Sársfield z Buenos Aires. Wytępował tam przez rok bez większych sukcesów. Niedługo potem wrócił do Paragwaju i podpisał kontrakt z zespołem Cerro Porteño. W 2001 roku został po raz pierwszy w karierze mistrzem Paragwaju, a sukces ten powtórzył w 2004 roku. W 2003 roku był wypożyczony do Olimpii Asunción, ale nie zdobył dla niej gola.
Po wywalczeniu swojego drugiego tytułu mistrzowskiego Ramírez odszedł do brazylijskiego CR Flamengo. Występował tam przez dwa sezony, a w 2006 roku zdobył Puchar Brazylii. Na początku 2007 roku ponownie został zawodnikiem Cerro Porteño.

## Kariera reprezentacyjna
W reprezentacji Paragwaju Ramírez zadebiutował w 1997 roku. W 1998 został powołany przez selekcjonera Paula Césara Carpegianiego do kadry na Mistrzostwa Świata we Francji. Tam był podstawowym zawodnikiem i wystąpił w czterech spotkaniach: zremisowanych 0:0 z Bułgarią i Hiszpanią, wygranym 3:1 z Nigerią oraz przegranym 0:1 w 1/8 finału z Francją. Ostatni mecz w reprezentacji rozegrał w 2007 roku, a łącznie w kadrze narodowej zagrał 9 razy.